# Gribow
Gribow er en by og kommune i det nordøstlige Tyskland, beliggende i Amt Züssow i den nordlige del af Landkreis Vorpommern-Greifswald. Landkreis Vorpommern-Greifswald ligger i delstaten Mecklenburg-Vorpommern.

## Geografi
Gribow er beliggende 22 kilometer sydvest for Wolgast og seks kilometer øst for Gützkow på et plateau mellem 22 og 26 meter over havet. Gennem kommunen løber floden Swinow, der kommer fra Karlsburg og munder ud i Peene syd for Gützkow.
I kommunen, som krydses af Bundesstraße B 111, finder man ud over Gribow, landsbyen Gloedenhof.
Gribow grænser mod nord til Groß Kiesow, til Züssow mod øst og til bykommunen Gützkow mod syd og vest.

## Eksterne kilder og henvisninger
- Wikimedia Commons har flere filer relateret til Gribow

- Kommunens side  på amtets websted
- Befolkningsstatistik mm Arkiveret 13. november 2017 hos  Wayback Machine